# 정남택
정남택(1912년 2월 3일~1980년 2월 11일)은 대한민국의 정치인이다. 제4대 국회의원을 지냈다.

## 역대 선거 결과
|  | 6.83% |

|  | 45.08% |

|  | 5.38% |